# Lechința
Lechința è un comune della Romania di 6114 abitanti, ubicato nel distretto di Bistrița-Năsăud, nella regione storica della Transilvania.
Il comune è formato dall'unione di 7 villaggi: Bungard, Chiraleș, Lechința, Sângeorzu Nou, Sâniacob, Țigău, Vermeș. Il più importante è Chiraleș, sede di un castello ungherese non tanto tempo fa e abitato anche da sassoni prima delle guerre mondiali, dei quali rimangono le maestose case in stile gotico e la chiesa evangelica.